# 春庭楽
春庭楽（しゅんでいらく）は、雅楽の唐楽の曲名の一つ。
双調で、延八拍子の中曲である。管絃と舞楽があり、舞楽の場合は舞人4人による平舞である。
冠に挿頭花をつけ、太刀を持って舞う。2回繰り返して舞う場合には春庭花（しゅんでいか）の曲名を用いる。